# Anežka Hrabětová-Uhrová
Anežka Hrabětová-Uhrová (5. září 1900 Lomnice – 4. května 1981 Brno) byla botaničkou.

## Život
Narodila se v rodině stolařského mistra Augustina Uhra a jeho ženy Josefy. V roce 1929 složila státní zkoušky z přírodopisu a ze zeměpisu. Pak v roce 1933 složila doktorát z přírodních věd. V roce 1935 působila jako středoškolská profesorka. Na přírodovědeckou fakultu přešla v roce 1946.
Za celý svůj život uveřejnila téměř 100 odborných prací. Ke svému rodnému kraji měla po celý život velký vztah, a proto mu věnovala odbornou práci – Xerothermní rostliny na Lomnicku u Tišnova (1965) a řadu popularizačních příspěvků. Je pohřbena na lomnickém hřbitově.